# Uranothauma
Uranothauma is een geslacht van vlinders van de familie van de Lycaenidae, uit de onderfamilie van de Polyommatinae. De wetenschappelijke naam en de beschrijving van dit geslacht zijn voor het eerst gepubliceerd in 1895 door Arthur Gardiner Butler. Dit geslacht bevat alleen Afrotropische soorten.

## Soorten
- Uranothauma antinorii (Oberthür, 1883)
- Uranothauma artemenes Mabille, 1880
- Uranothauma belcastroi Larsen, 1997
- Uranothauma confusa Kielland, 1989
- Uranothauma cordatus (Sharpe, 1891)
- Uranothauma crawshayi Butler, 1895
- Uranothauma cuneatum Tite, 1958
- Uranothauma cyara (Hewitson, 1876)
- Uranothauma delatorum Heron, 1909
- Uranothauma falkensteini (Dewitz, 1879)
- Uranothauma frederikkae Libert, 1993
- Uranothauma heritsia (Hewitson, 1876)
- Uranothauma kilimensis Kielland, 1985
- Uranothauma lukwangule Kielland, 1987
- Uranothauma lunifer (Rebel, 1914)
- Uranothauma nguru Kielland, 1985
- Uranothauma nozolinoi Bivar de Sousa & Mendes, 2007
- Uranothauma nubifer (Trimen, 1895)
- Uranothauma poggei (Dewitz, 1879)
- Uranothauma uganda Kielland, 1980
- Uranothauma usambarae Kielland, 1980
- Uranothauma vansomereni Stempffer, 1951
- Uranothauma williamsi Carcasson, 1961

### Status onduidelijk
- Uranothauma juba Butler
- Uranothauma violacea Kielland